# Nana-Grébizi
Nana-Grébizi est  une  des  20  préfectures de la  République centrafricaine. Elle couvre une aire de 19 996 km2 et a une population de 132 740 habitants (recensement de 2003). La capitale est Kaga Bandoro.

## Situation
La préfecture se situe au centre-nord du pays, l'extrémité nord de la préfecture constituée par le confluent du Bamingui et du Gribingui est proche de la frontière tchadienne.
|       |              |                   |
| Ouham | Nana-Grébizi | Bamingui-Bangoran |
|       | Kémo         | Ouaka             |

## Administration
La Nana-Grébizi constitue avec la Ouaka et la Kémo, la région Kadas, portant le numéro 4 de la République centrafricaine. 

### Sous-préfectures et communes
La Nana-Grébizi est divisée en deux sous-préfectures et six communes :
| - Sous-préfecture de Kaga-Bandoro : - Kaga-Bandoro - Botto - Nana-Outa - Grivaï-Pamia - Ndenga |  |  | - Sous-préfecture de Mbrès : - Mbrès |

Les six communes de la Nana-Grébizi totalisent 199 villages.
| Sous-préfectures | communes     | superficie (km²) | population (hab. 2015) | villages (nbre 2003) | quartiers (nbre 2003) |
| Kaga-Bandoro     | Botto        | 808,02           | 13 590                 | 24                   | 0                     |
| Kaga-Bandoro     | Grivaï-Pamia | 3 954,65         | 15 065                 | 27                   | 0                     |
| Kaga-Bandoro     | Kaga-Bandoro | 98,65            | 29 706                 | 0                    | 51                    |
| Kaga-Bandoro     | Nana-Outa    | 7 686,18         | 22 070                 | 49                   | 0                     |
| Kaga-Bandoro     | Ndenga       | 3 633,31         | 41 078                 | 44                   | 0                     |
| Mbrès            | Mbrès        | 3 489,06         | 26 606                 | 55                   | 0                     |

## Économie
La préfecture se situe dans la zone de cultures vivrières à mil et manioc dominants, maïs, courges et haricots. La principale culture commerciale est le coton. La pointe nord de la préfecture entre les deux cours d'eau, Bamingui et Gribingui constitue la Réserve de faune de Gribingui-Bamingui.